# Natriumdichlorisocyanurat
Natriumdichlorisocyanurat ist eine chemische Verbindung. Es handelt sich um das Natriumsalz der Dichlorisocyanursäure.

## Darstellung
Natriumdichlorisocyanurat wird in einem mehrstufigen Prozess gewonnen. Zuerst wird Harnstoff zu Cyanursäure pyrolysiert. Gereinigtes (99 %) Cyanursäure-dihydrat reagiert mit elementarem Chlor zu Dichlorisocyanursäure-monohydrat (DCCA). Diese fällt aus und wird abfiltriert. Das Monohydrat wird mit Natriumhydroxid zu Natriumdichlorisocyanursäure-dihydrat neutralisiert. Das Anhydrat kann durch Erhitzen erhalten werden.

## Eigenschaften
Natriumdichlorisocyanurat ist ein weißes Pulver mit stechendem Geruch nach Chlor, das sich gut in Wasser löst. Als starkes Oxidationsmittel reagiert es heftig mit brennbaren und reduzierenden Substanzen. Bei der Hydrolyse erzeugt es hypochlorige Säure.
Es bildet ein Dihydrat aus.

## Verwendung
Natriumdichlorisocyanurat findet in Reinigungs-, Desinfektions- und Bleichmitteln Verwendung.
Es wird vielfach zur Desinfektion von Swimmingpools eingesetzt. In Deutschland darf es zur Trinkwasseraufbereitung nur noch für den Bedarf der Bundeswehr und für den zivilen Bedarf im Verteidigungsfall sowie in Katastrophenfällen verwendet werden.